# Эписция медная
Эписция медная (лат. Episcia cupreata) — вид цветковых растений рода Эписция семейства Геснериевые, произрастающий в Бразилии, Колумбии и Венесуэле.

## Ботаническое описание
Вид опушённый с коротким стеблем и красновато-зелёными столонами (побегами). Листья овальной формы с опушёнными краями, цвет которых варьирует от тёмно-медного и красновато-зелёного до зелёного. У основания листьев — пятна медного и фиолетового цвета. Цветы оранжево-красные с жёлтыми пазухами. Хотя у растения созревают семена, обычно оно размножается столонами.

## Экология
Растение повреждается тлями и мучнистыми червецами. При повреждении грибком на листьях и стебле появляются пятна и корни загнивают. Листья опаляются, если получают слишком много солнечного света. Растение может погибнуть при избытке влаги или недостатке воздуха.

## Культивирование
Культивирование Episcia cupreata началось из семян, которые были отправлены в Королевские ботанические сады Кью в Лондоне из Колумбии в 1845 году. В последующие годы было создано несколько гибридов с этим видом. Хотя форма листьев у гибридов может быть различной, цветы всегда имеют одинаковую форму.
У гибрида «Acajou» — широкие серебристо-зелёные листья, у «Chocolate Soldier» — тёмные листья с широкой серебряной срединной полосой, у «Emerald Green» — узкая серебряная середина с серебряной жилкой. Гибрид «Frosty» изумрудно-зеленый с широкой серебряной средней жилкой, у «Арлекина» тёмные листья, а у «Серебряного сияния» серебряный центр с тёмными краями.
Растение имеет невысокую интенсивность роста, растет в течение всего года.